# Lenguas osco-umbras
Las lenguas osco-umbras o sabélicas son un subgrupo de las lenguas itálicas que se desarrolló desde la mitad del I milenio a. C. hasta los primeros siglos del I milenio d. C.. Eran habladas por los pueblos osco-umbros o sabélicos, también son conocidas como lenguas sabélicas.

## Aspectos históricos, sociales y culturales
El osco fue uno de los numerosos idiomas hablados en el corazón de la península itálica, como el umbro y a otros idiomas pertenecientes a las lenguas sabélicas, como el volsco, marso, ecuo, sabino y el piceno meridional.
No obstante también hubo colonias que hablaban el osco, esparcidas por lugares de la Italia meridional y de Sicilia. Básicamente el osco era el idioma de las tribus samnitas, quienes fueron unos poderosos enemigos de los romanos, los cuales necesitaron años para someterlos (las guerras samnitas que tuvieron lugar del 370 a. C. al 290 a. C.). 
Estas lenguas se conocen por algunos cientos de inscripciones que se sitúan entre el 400 a. C. y el siglo I. En Pompeya se hallan numerosas inscripciones oscas, como las dedicatorias en edificios públicos y las señales indicadoras. 
El umbro comenzó un proceso de declive cuando los umbros fueron sometidos por los romanos y el proceso de romanización condujo a su desaparición. De todas las lenguas osco-umbras es la que mejor se conoce, gracias sobre todo a las Tablas Eugubinas.

### Distribución
Se hablaban en el Samnio, Campania, Lucania y en partes de Apulia, Brucio, Piceno y Lacio, así como por los mamertinos en la colonia siciliana de Mesana (Mesina).

## Descripción lingüística
Las lenguas osco-umbras son lenguas flexivas fusionantes con unos 5 casos morfológicos diferentes en el singular, similares a los del latín.
Este grupo se aparta del latín y las lenguas latino-faliscas debido a algunas evoluciones fonéticas no compartidas. Además, las lenguas osco-umbras tienen un porcentaje de vocablos no compartidos con el latín. Las principales características que definen a este grupo son: 
- Evolución del fonema /*kʷ-/ a /p/ por ejemplo (a) en protoitálico kʷid, latín quid, en osco pid y en umbro piři; (b) en protoitálico kʷod en latín quod, en osco pud y umbro puře.
- Fricatización de fonemas /*b, *p, *d/ del protoitálico. Por ejemplo, (a) en protoitálico albos, en latín albus, en osco y umbro alfu, (b) en protoitálico medjom, en latín medium, en osco y umbro mefium, (c) en protoitálico kapjad en latín capiat, en osco kafad.
- Fricatización o aspiración de los grupos /*-kt, *-pt-/ y /*-ks-/. Por ejemplo (a) el protoitálico *sanktom, da en latín sanctum, en osco sahtum, en umbro sahatam, (b) en protoitálico y latín septem, en osco seften, en umbro sehtem, (c) en protoitálico seks, latín sex, en osco y umbro sehs).
- Betacismo del fonema /*gʷ/ del protoitálico que en las lenguas latino-faliscas se reduce a /w/: Por ejemplo, (a) el protoitálico *gʷiwos, da en latín vivus, en osco y umbro bivus, (b) el protoitálico gʷeros, da en latín verus, en osco y umbro berus).
- Fricatización de las /*-d-/ del protoitálico que en latín se convirtieron en /-b-/ y /-l-/. Por ejemplo, (a) el protoitálico dʷenos, da en latín bonus, en osco fuons y en umbro foner, (b) el protoitálico dengʷa, da en latín lingua, en osco y umbro fangua).
- Reducción de los grupos /*-nd-/ y /*-mb-/ correspondientes de las lenguas latino-faliscas a /-n-/ y /-m-/. Por ejemplo, (a) el protoitálico *kʷande, da en latín quando, en osco pun, en umbro punne, (b) en protoitálico kolomba, en latín columba, en osco y umbro columa).
- Conservación de la /*-s-/ ante /*n/ a diferencia de las lenguas latino-faliscas. Por ejemplo (a) en protoitálico *kersna, da en latín cena, en osco kersna, en umbro sesna, (b) el protoitálico *aesnos, en latín aenus, en umbro ahesnis).
- Los grupos /*-tn-/ y /*-tl-/ del protoitálico evolucionan a /-kn-/ y /-kl-/. Por ejemplo, (a) el protoitálico *atnos, da en latín annus, en umbro acnu, en osco aceneis, (b) el protoitálico *putlos, da en latín putus, en umbro pucles, en osco puclois).
- Las palabras que en latín se corresponden con in- y im-. En las lenguas osco-umbras evolucionaron a an- y am- derivadas de las formas protoitálicas en- y -em. Por ejemplo, (a) en protoitálico emprobed, en latín improbe, en osco amprufid, (b) en protoitálico enter, en latín inter, en osco y umbro anter).
- Conservación de los diptongos /*ei-, *-ou, *we-/ que en latín se redujeron. Esta característica está presente en el osco, el piceno meridional y las lenguas osco-umbras más relacionadas con estas que con el umbro. Por ejemplo, (a) el protoitálico *geike, da en latín hic, en osco eice, (b) el protoitálico *swezor, da en latín soror, en osco svesor, (c) el protoitálico *louderos, en latín liberis, en osco lovfreis).
- Conservación en ciertos casos de sonidos /*h/ que el latino-falisco perdió. Por ejemplo, (a) el protoitálico *xendra, da en latín infra, en osco huntrus, en umbro hondra, (b) el protoitálico *pihom, da en latín pium, en osco y umbro pihum).
- Ausencia de la preposición *en (latín y otras lenguas in).

## Clasificación
Los idiomas o dialectos osco-umbros de los que se conservan testimonio son:
- Grupo osco, con lenguas habladas en la región centro meridional de la península italiana, que incluye. 
  - El idioma osco la lengua mejor documentada del grupo, junto a otras variedades pobremente conocidas y consideradas emparentadas con el osco:
  - el érnico;
  - el marrucino;
  - el peligno;
  - el sabino
- Grupo umbro, con lenguas habladas en la región centro septentrional de la península.
  - el idioma umbro (no confundir con el dialecto umbro actual), siendo la lengua mejor documentada del grupo, además existen lenguas poco documentadas que se consideran relacionadas con él.
  - el ecuo.
  - el marso.
  - el volsco;
  - el vestino.
- Grupo picénico-presamnita
  - el piceno meridional;
  - el presamnita, una lengua documentada en el sur, pero que parece contener características más cercanas al piceno meridional que al osco.

La adscripción de las variantes poco documentadas, conocidas colectivametne como dialectos o lenguas sabélicas a los dos principales grupos es en varios casos bastante insegura. Así por ejemplo algunos autores dudan sobre la adscripción anterior del sabino y del vestino, colocándolos en el grupo opuesto.